# Pozuelo (kommun i Spanien, Kastilien-La Mancha, Provincia de Albacete, lat 38,82, long -2,09)
Pozuelo är en kommun i Spanien.   Den ligger i provinsen Provincia de Albacete och regionen Kastilien-La Mancha, i den centrala delen av landet, 230 km sydost om huvudstaden Madrid. Antalet invånare är 570.